# Франк Цюриха
Франк Цюриха (нем. Franken) — денежная единица швейцарского кантона Цюрих в 1806—1850 годах. Франк = 10 батценов = 25 шиллингов = 100 раппенов = 300 геллеров.

## История
В 1806 году кантон начал выпуск монет в шиллингах, в 1810-м — в батценах, в 1827-м — в геллерах, в 1842-м — в раппенах. Золотые дукаты чеканились только в 1810 году, в качестве торговой монеты.
Конституция Швейцарии, принятая в 1848 году, устанавливала исключительное право федерального правительства на чеканку монеты. В том же году чеканка монет кантона была прекращена. 7 мая 1850 года был принят федеральный закон о чеканке монет, в том же году начата чеканка швейцарских монет.

## Монеты
Чеканились монеты:
- биллонные: 3 геллера, 1, 2 раппена;
- серебряные: 10 шиллингов, 8, 10, 20, 40 батценов;
- золотые: дукат[2].

## Банкноты кантона
До введения в 1850 году швейцарского франка банкноты во франках банками кантона не выпускались. Bank in Zürich, основанный в 1836 году, в 1837 и 1840 годах выпускал банкноты, номинированные в «brabantertaler».
В 1852—1910 годах выпускали банкноты во франках банки кантона:
- Bank in Zürich — в 1852—1892;
- Zürcher Kantonalbank (создан в 1869) — в 1870—1910[3].

Федеральный закон, регулирующий порядок выпуска и изъятия из обращения банкнот, был принят только в 1881 году. В 1891 году внесены изменения в Конституцию Швейцарии, которые выпуск банкнот также передавали в ведение федерации. В 1905 году был принят закон о Национальном банке Швейцарии. Банк начал операции и выпуск банкнот в 1907 году.